# Hermann Ostfeld
Hermann Ostfeld (10. Februar 1912 in Hamborn (Duisburg) – 1996 in Tel Aviv), nach 1951 Zvi Hermon, war ein deutscher Rabbiner sowie Kriminologe, Psychotherapeut und Justizbeamter in Israel.

## Biografie
Hermann Ostfeld wuchs in Hamborn in einer aus der Bukowina stammenden jüdischen Familie auf. 1930 machte er sein Abitur. Er studierte seit 1930 an der Hochschule für die Wissenschaft des Judentums und der Universität Berlin sowie parallel an der Universität Würzburg. Dort wurde er 1933 mit seiner Arbeit Die Haltung der Reichstagsfraktion der Fortschrittlichen Volkspartei zu den Annexions- und Friedensfragen in den Jahren 1914–1918 zum Dr. phil. promoviert. 1935 erhielt er das Rabbinatsdiplom der Hochschule und trat kurz darauf am 15. September 1935 erst dreiundzwanzigjährig das Amt des Rabbiners der jüdischen Gemeinde Göttingen an und war – bis heute (Stand 2021) – der letzte Rabbiner in Göttingen. Wenig später bekam er zudem noch das Amt des Bezirksrabbiners für Südniedersachsen übertragen und damit die Fürsorge für die jüdischen Gemeinden in Einbeck, Moringen, Hannoversch Münden, Duderstadt, Bovenden, Bremke, Adelebsen, Geismar und Dransfeld.
Ab Januar 1938 hielt sich Hermann Ostfeld für einige Wochen in Palästina auf. Nach seiner Rückkehr stand für ihn fest, dass er zukünftig an der Universität von Jerusalem in der Forschung tätig sein würde. Der Vorsitzenden der jüdischen Gemeinde Göttingen Max Raphael Hahn und sein Bruder Nathan Hahn schenkten ihm 5000 Reichsmark für sein neues Leben in Palästina. Nach 1945 zahlte er das Geld an die Hahn-Kinder zurück. Wenige Tage vor der Zerstörung der Göttinger Synagoge in der Pogromnacht emigrierte Ostfeld im Oktober 1938 nach Palästina und nahm dort 1951 den hebräisierten Namen Zvi Hermon an.
In Palästina (seit 1948 Israel) arbeitete er von 1938 bis 1941 als Forschungsassistent (Research Fellow bei Prof. Ben-Zion Dinur) an der Hebräischen Universität Jerusalem und studierte 1939–1942 Sozialfürsorge. 1940 absolvierte Ostfeld das Lehrerexamen und begann eine Lehrertätigkeit. 1948–1952 folgte eine Psychoanalyse-Ausbildung. 1942–1950 war Ostfeld Leiter der Abteilung für soziale Fürsorge im Sozialministerium Haifa. 1952 wurde er Direktor der Gefängnisverwaltung (Commissioner of Prisons) in Israel und nach einem Gefangenenaufstand im Gefängnis Shatta entlassen. 1958 bis März 1966 war Hermon Wissenschaftlicher Direktor der Gefängnisverwaltung in Israel.
Hermons akademische Karriere begann 1960 als Dozent für Strafvollzug an den Universitäten von Jerusalem und Tel Aviv. Von 1965 bis 1968 war er Dozent für Gesellschaftspathologie in Tel Aviv, 1968 Gastdozent am Kriminalwissenschaftlichen Institut der Universität zu Köln (Deutschland), 1968/69 an der McGill University in Montreal (Kanada), 1969–1973 Professor für Kriminologie in Carbondale Illinois (USA).
Als „Departmental Editor“ des Fachgebiets Criminology und Autor entsprechender Artikel wirkte Zvi Hermon an der Encyclopaedia Judaica mit.
Ostfeld / Hermon gilt als Reformator des Gefängniswesens in Israel. Die israelische Reform-Strafanstalt Hermon ist nach ihm benannt.

## Rückblick auf die Göttinger Zeit
Am 17. November 1988 nahm Zvi Hermon aus Anlass des 50. Jahrestages der Pogromnacht von 1938 zu Gast bei einer von der Stadt Göttingen veranstalteten Podiumsdiskussion im dortigen Alten Rathaus teil.
1990 erschienen Hermons Lebenserinnerungen auf Deutsch in einem Göttinger Verlag. Darin widmete er seiner Göttinger Zeit knapp 80 Seiten und schilderte seine Aufgaben als „Rabbiner in einer bedrohten, verängstigten Judengemeinde, die um ihr Leben, um ihre Kinder, um ihre Zukunft bangt“; als Zionist sei er überzeugt davon gewesen, „dass die Auswanderung und die Teilnahme an dem Aufbau des Landes der beste Weg zur Rettung des bedrohten jüdischen Volkes ist“, so dass er in seinen Predigten und bei anderen öffentlichen Auftritten für die Emigration warb.
2007 übergab Zvi Hermanns Sohn die Göttinger Predigtmanuskripte aus dem Nachlass seines Vaters an das Stadtarchiv Göttingen.

## Werke
- Die Haltung der Reichstagsfraktion der Fortschrittlichen Volkspartei zu den Annexions- und Friedensfragen in den Jahren 1914–1918, Kallmünz 1934 (= Dissertation Würzburg 1933).
- Ansprache am 9. November 1988 in Duisburg zur 50. Wiederkehr der Geschehnisse der sogenannten "Reichskristallnacht", in: Duisburger Journal, Jg. 13 (1989), Nr. 11, S. 13 ff.
- Vom Seelsorger zum Kriminologen, Rabbiner in Göttingen, Reformer des Gefängniswesens und Psychotherapeut in Israel, ein Lebensbericht. Verlag Otto Schwartz & Co,  Göttingen 1990, ISBN 978-3-509-01520-1.